# 大川茂伸
大川 茂伸（おおかわ しげのぶ、Okawa Shigenobu、1976年11月9日 - ）は、日本の作曲家、編曲家。

## 略歴
高校生のころよりTHE BLUE HEARTSや、BOØWYなどのコピーバンド（清水奈緒ちゃんバンド）を中心に活動。大学時代には浅野真澄らと活動し、2003年の浅野のアルバム『nostalgia』では全作曲・編曲を担当。
2017年10月新規設立の音響制作会社・株式会社クレール（声優事務所・キャトルステラ姉妹会社）にてBGM制作依頼を請け負っている。

## 楽曲提供
特記のないものは作・編曲。

### アーティスト
ヒトミソラ
- KI・ZU・NA 遥かなる者へ『我が家のお稲荷さま』オープニングテーマ（作曲）

Naoki with Power Sound
- COYOTE『コヨーテ ラグタイムショー』オープニングテーマ（作曲）

Dual Flare（山田悠希、山田奈都美）
- Temperature『新妹魔王の契約者（テスタメント）BURST』エンディングテーマ

堀江由衣
- マッシュルームマーチ（作曲）
- 世界中の愛を言葉にして
- will
- ずっと
- JET!!
- YAHHO!!『かなめも』エンディングテーマ（編曲）
- 秘密〜待ち合わせ
- プロローグ〜edge of unknown〜
- Stand Up!『白猫プロジェクト』主題歌
- この場所で OAD『みツわの』主題歌（編曲）
- Stay with me（編曲）
- この町の丘から

Aice5(堀江由衣、神田朱未、たかはし智秋、浅野真澄、木村まどか)
- Get Back（作・共編曲）
- 友情物語アニメ『いぬかみっ!』エンディングテーマ
- Re:MEMBER
- Partyしようよ!

DROPS（國府田マリ子、金田朋子、神田朱未、野中藍、白石涼子）
- 愛がなきゃ!!
- あなたが...すき『せんせいのお時間』エンディングテーマ（作曲）
- バカップル『魔法先生ネギま!』イメージソング（作曲）
- ときめきココナッツ『魔法先生ネギま!麻帆良学園中等部2-A学園生活を快適にすごすシリーズ2学期』イメージソング（作曲）

浅野真澄
- 遠い夏
- 砂粒
- ホウセンカ
- メリーゴーランド
- minority
- 君といた頃
- 足跡
- 魔よけカセット（編曲）

野中藍
- espresso

白石涼子
- Vanilla〜バニラ〜

小清水亜美
- dear friend

黒崎真音
- 君を救えるなら僕は何にでもなる『禍つヴァールハイト -ZUERST-』オープニングテーマ

宮本笑里
- break　ヤマザキビスケット『コーンチップ』CM曲
- sweets
- フレンズ　ヤマザキビスケット『プレミアムクラッカー』CM曲

宮本笑里×Solita
- 東京et巴里『のだめカンタービレ〜巴里編』エンディングテーマ

中孝介
- もしも明日が（編曲）
- 明日があるさ（編曲）
- ありがとうという名の少年（編曲）
- 地球兄弟（編曲）
- my life （編曲）
- 童話 （編曲）
- 手紙（『奥田民生・カバーズ』収録）（編曲）

ALLOVER
- 夢のトビラチバテレビ
  - 『サンドウィッチマンクイズ THE PRICE SHOW』エンディングテーマ（作曲）
- スマイリング☆デイズ（作曲）
- 世界でイチバン夏が好き
  - TVQ九州放送『ナイツのHIT商品プロデュース』エンディングテーマ
  - チバテレビ『速報!今日の高校野球』テーマソング
  - チバテレビ・テレビ埼玉・テレビ神奈川『増田塾のすすめ!ナイツ＆U字工事の知ったかぶり甲子園!』（作曲）
- ホイップるんLOVE（作曲）
- 友情エクスプレス（作曲）
- 桜Babyラブ（作曲）
- 必勝LOVE（作曲）
- ワチャワチャぱんどせる（作曲）
- 超えてけエブリシング（作曲）

トキメロ
- Here We Go（作曲）
- はじまりはこれから（作曲）

岡本信彦×Trignal Collaboration
- 光を（作曲）

CAIKI
- ヲモイデモヨウ（Webドラマ「今日からプリントデイズ」主題歌）

### アニメソング
魔法先生ネギま!シリーズ
- 麻帆良学園中等部2-A
  - ハッピー☆マテリアル『魔法先生ネギま!』オープニングテーマ（作曲）
- 神楽坂明日菜（CV：神田朱未）
  - おはよう!　劇場版『ネギま!?春』OP主題歌
- ネギ・スプリングフィールド（CV：佐藤利奈）、神楽坂明日菜（CV：神田朱未）、近衛木乃香（CV：野中藍）、桜咲刹那（CV：小林ゆう）、宮崎のどか（CV：能登麻美子）
  - LOVEドライブ『魔法先生ネギま!〜もうひとつの世界〜』オープニングテーマ（作曲）

- ネギ・スプリングフィールド&麻帆良学園中等部3-A
  - 秋風に約束を -旅立ちの歌-『劇場版 魔法先生ネギま! ANIME FINAL』ED主題歌
- ネギ・スプリングフィールド
  - Happy Sunshine（作曲）

少女☆歌劇 レヴュースタァライト
- 石動双葉（CV：生田輝）、花柳香子（CV：伊藤彩沙）
  - 花咲か唄（作曲）

ケータイ少女
- 小清水亜美、佐藤利奈、高橋美佳子、植田佳奈、名塚佳織
  - オープニングテーマ「恋速ジェット」（作曲）
- 山田綾乃（CV：佐藤利奈）
  - 花風-The flower which is embraced for wind-『ケータイ少女』キャラクターソングミニアルバム

ご注文はうさぎですか?シリーズ
- Petit Rabbit's（佐倉綾音、水瀬いのり、種田梨沙、佐藤聡美、内田真礼）
  - にっこりカフェの魔法使い
  - 宝箱のジェットコースター ～Rearrange～（編曲）
- チマメ隊（水瀬いのり、徳井青空、村川梨衣）
  - てくてくマーチングマーチ
  - ♡♡（ハートハート）ケーキをもうひとつ？
  - ワオワオ動物園
- 千マメ隊（佐藤聡美、徳井青空、村川梨衣）
  - 魔女と使い魔のふしぎな館
- チノ（CV：水瀬いのり）,リゼ（CV：種田梨沙）,シャロ（CV：内田真礼）
  - VSマイペース?
- チノ（CV：水瀬いのり）
  - センチメンタルごっこ
  - winter*gift
- 千夜（CV：佐藤聡美）
  - 月夜にお砂糖星
- ココア（CV：佐倉綾音）
  - きらきら印を見つけたら
- ロゼ（CV：種田梨沙）
  - 薔薇色チュチュとピルエット

となりの関くん
- 横井るみ（CV:花澤香菜）
  - OPテーマ「迷惑スペクタクル」（作・共編曲）

少年ハリウッド
- 甘木生馬（CV：柿原徹也）
  - 仁義Green（編曲）
- 佐伯希星（CV：山下大輝）
  - 青いきゅんきゅんマフラー（編曲）

BROTHERS CONFLICT
- 365/Anni/versary

スタミュ
- 鳳樹（CV：諏訪部順一）
  - 俺こそミュージック
- チーム柊
  - Caribbean Groove

- 君がそこにいるから
- 沈黙のディアローグ
- Shadow and Lights
- Wanna be Scream?
- Magic Time Maker
- MASTERPIECE

GATE
- 第三偵察隊
  - 我ら、第三偵!〜第三偵察隊の歌〜
- 薔薇騎士団団歌（戸松遥,葉山いくみ,内山夕実,澁谷梓希）
  - 誓いの薔薇

のだめカンタービレ
- ぷりごろ太マーチ（編曲）
- 恋のGカップ
- レジェンド・オブ・Sオケ

魔王学院の不適合者 〜史上最強の魔王の始祖、転生して子孫たちの学校へ通う〜
- エレオノール（CV:渡部紗弓）
  - ANNUNCIATION

プリマドール
- 箒星（CV：中島由貴）
  - 星導〜ホシシルベ〜（第3話エンディングテーマ）
- 灰桜（CV：和氣あず未）
  - 祝彩歌（挿入歌）

### ゲームソング
nao
- 夏色オルケスタ　ゲーム『1/2Summer+』OP主題歌
- サンタフル☆day　PCゲーム『サンタフルサマー』OP主題歌
- Hallo Again　PCゲーム『サンタフルサマー』ED主題歌
- Pice of Time　PCゲーム『Timepice Ensemble』OP主題歌
- モノクローム　PCゲーム『Timepice Ensemble』ED主題歌

アイドルマスター SideM
- Café Parade
  - Café Parade!

極光のレムリア 〜Hidden elements〜
- 富田美憂、楠木ともり、深町未紗、中恵光城、上原あかり
  - My Element

夢色キャスト
- 逢坂良太、林勇
  - 世界に抱かれ滅びる前に

遙かなる時空の中で2
- 風花昇華〜凛〜（編曲）

遙かなる時空の中で3
- 霧雨の繭の中で（作曲）
- 馬酔木の花幻想（編曲）
- 満月は夜空の真珠

### その他
ドラマ『戦国★男士』
- 主題歌「HAZAMA」

清嘴
- キャンディ少女の告白（养生堂清嘴20周年記念CMソング／歌：初音ミク）

かえであーたんファミリーCHANNEL
- ベジデ ハピデ Yum！（作曲）
- ママとパパは ぼくのヒーロー（作曲）
- Everybody Let’s Swim!!!（作曲）

## 音楽担当

### アニメ
- タユタマ -Kiss on my Deity-（2009年）※蓑部雄崇と共同
- にゃんこい!（2009年）※三輪学と共同[4]
- ミス・モノクローム -The Animation-（2013年 - 2015年）
- 終末のハーレム（2022年）[5]

### テレビドラマ
- 戦国★男士（2011年）

### OVA
- クラゲの食堂（2016年）

### ゲーム
- いつか、届く、あの空に。（2007年）
- タユタマ -Kiss on my Deity-（2008年）
- PrismRhythm -プリズムリズム-（2010年）
- Hello,good-bye（2010年）
- ダイヤミック・デイズ（2011年）
- 学☆王 -THE ROYAL SEVEN STARS-（2012年）
- 花色ヘプタグラム（2012年）
- 1/2 summer（2012年）
- 1/2Summer+（2013年）
- Magical Charming!（2013年）
- サンタフルサマー（2013年）
- Timepiece Ensemble（2013年）
- 世界と世界の真ん中で（2014年）
- 運命線上のφ（2014年）
- 天ノ空レトロスペクト（2015年）
- タユタマ2 -you're the only one-（2016年）
- キミの瞳にヒットミー（2017年）
- 甘夏アドゥレセンス（2017年）
- 縁りて此の葉は紅に（2018年）
- 添いカノ〜ぎゅっと抱きしめて〜（2018年）
- ぱらだいすお〜しゃん（2018年）
- 若葉色のカルテット（2019年）
- アナベル・メイドガーデン（2020年）
- リリウム・ウェディングプラン（2021年）
- メモリア 夢の旅人と双子の案内人（近藤芳樹と共同）（2022年）
- 空の青と白と／瞬きの夏（2022年）

### コンサート
- 『堀江由衣をめぐる冒険2 〜武道館で舞踏会〜』
- 『堀江由衣を巡る冒険III〜Seacret Mission Tour〜』
- 『堀江由衣ベストライブ〜由衣と時間泥棒〜』
- 『堀江由衣を巡る冒険IV〜パイレーツ・オブ・ユイ 3013〜』パイレーツ・オブ・ユイのテーマ
- 『堀江由衣を巡る冒険V〜狙われた学園祭〜』青クマ学園校歌

### CD
- ヨガ音楽 -心と体を健康に導く-